# Soraya Esfandiary Bakhtiari
Soraya Esfandiary Bakhtiari (Perzisch: ثریا اسفندیاری بختیاری) (Isfahan, Perzië), 22 juni 1932 - Parijs (Frankrijk), 26 oktober 2001) was de tweede vrouw van Mohammed Reza Pahlavi, de laatste sjah van Iran (Perzië). Gedurende het huwelijk werd ze beter bekend onder de naam 'koningin Soraya'. De titel shahbanu (keizerin) werd toen nog niet in Iran gebruikt.

## Jeugd
Soraya was de dochter van de Perzische arts Khalil Esfandiary Bakhtiari. De familie Bakhtiari, die later uit Perzië werd verbannen, was voor de verbanning een van de machtigste families van het land. Na het huwelijk van de sjah met Soraya kreeg haar vader de baan van Perzische ambassadeur in West-Duitsland. Soraya's moeder was de in Moskou geboren Duitse Eva Karl. Soraya had ook nog een broer, Bijan Esfandiary Bakhtiari, die door de keizerlijke familie als oproerkraaier werd beschouwd.

## Huwelijk
Op achttienjarige leeftijd werd Soraya middels een foto aan het keizerlijk hof geïntroduceerd door Forough Zafar Bakhtiari, een van haar familieleden. Niet lang daarna, op 12 februari 1951, trouwde ze in Teheran met de sjah. Haar trouwjurk (van Christian Dior) werd na haar dood in Parijs geveild voor 1,2 miljoen dollar.
Beiden wilden eigenlijk niet scheiden, maar op 6 april 1958 scheidde ze alsnog van de sjah, omdat het huwelijk kinderloos bleef en de sjah per se een mannelijke nazaat als zijn opvolger wilde.  De sjah kondigde huilend de echtscheiding aan bij het Iraanse volk, in een toespraak die werd uitgezonden op radio en televisie. 
De echtscheiding, die breed werd uitgemeten in de internationale pers, inspireerde tot het Franse lied Je Veux Pleurer Comme Soraya. (Ik wil huilen als Soraya). De tekst is van de hand van de Antwerpse schrijfster Françoise Mallet-Joris en de muziek van Marie-Paule Belle. 

## Na de echtscheiding

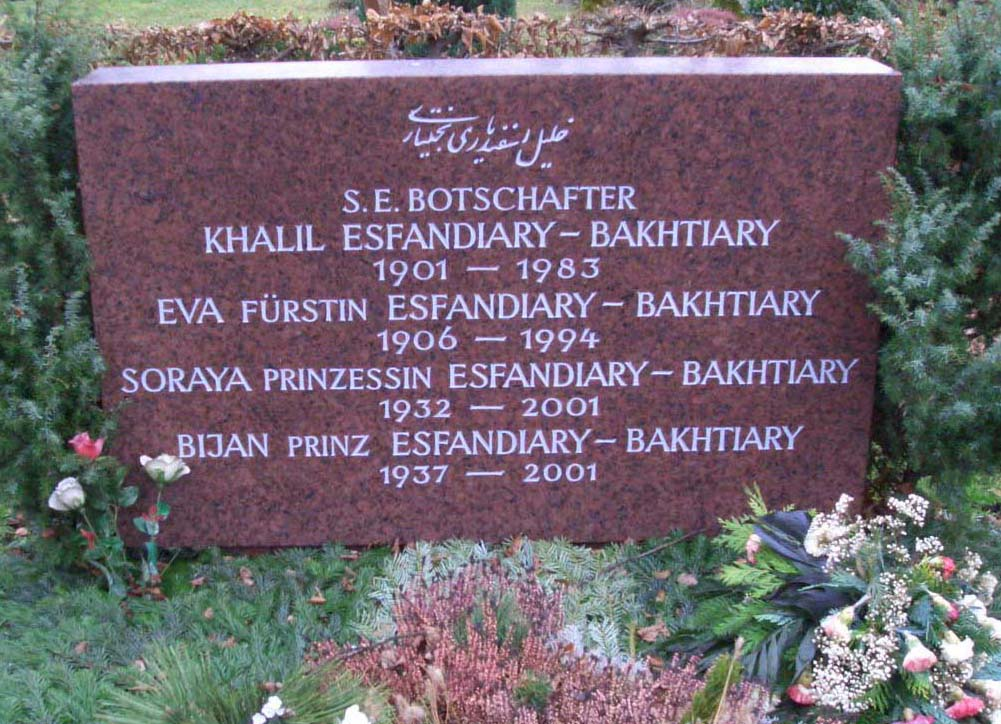
Tombe in 2007, München, Westfriedhof

Toen de echtscheiding officieel werd, kreeg Soraya de titel van prinses. Haar officiële aanspreektitel was Hare keizerlijke hoogheid prinses Soraya van Iran. Ze vertrok naar Frankrijk en begon een carrière als filmster. In 1964 bracht Soraya haar memoires uit, voor het eerst in het Engels uitgegeven onder de titel Princess Soraya. Autobiography of Her Imperial Highness. In 1991 bracht ze het tweede deel daarvan uit, deze keer geschreven in samenwerking met Louis Valentin. Het oorspronkelijk in het Frans uitgegeven Le Palais des Solitude en in het Nederlands uitgegeven als Paleis van eenzaamheid werd een internationale bestseller. 
Soraya stierf op 26 oktober 2001 op 69-jarige leeftijd en werd begraven in München (Duitsland). Een week na de dood van Soraya overleed ook haar broer Bijan, die na haar dood had gezegd: 'Nu heb ik niemand meer om mee te praten'. 
- Biblioteca Nacional de Chile: 000203176
- Biblioteca Nacional de España: XX896814
- Bibliothèque nationale de France: cb122168072 (data)
- Catàleg d'autoritats de noms i títols de Catalunya: 981058510217206706
- Gemeinsame Normdatei: 118531123
- International Standard Name Identifier: 0000 0001 1455 976X
- Library of Congress Control Number: n82270624
- Nationale Bibliotheek van Tsjechië: xx0012477
- Nationale bibliotheek van Australië: 35755598
- Nationale Bibliotheek van Israël: 987007592098805171
- Nationale Bibliotheek van Polen: a0000001178152
- Nederlandse Thesaurus van Auteursnamen: 088878090
- Système universitaire de documentation: 02771389X
- Virtual International Authority File: 119034295
- WorldCat: E39PBJpdTrjTyty6p6cP3gVXBP